# Perversidade polimórfica
A perversão polimorfa, também chamada de perversidade polimórfica, é um conceito psicanalítico que propõe a capacidade de obter gratificação sexual fora dos comportamentos sexuais socialmente normativos. Sigmund Freud usou esse termo para descrever a disposição sexual desde a infância até os cinco anos de idade.

## Teoria freudiana
Freud teorizou que alguns nascem com prazer ou impulsos libidinais sem foco, obtendo prazer de qualquer parte do corpo. Os objetos e modos de satisfação prazerosa são variados, direcionados a cada objeto que possa proporcionar prazer. A sexualidade perverso-polimorfa continua desde a infância até os cinco anos de idade, progredindo por três estágios distintos de desenvolvimento: o estágio oral, a estágio anal e o estágio genital ou fálico. Somente nos estágios subsequentes de desenvolvimento as crianças aprendem a restringir os impulsos para a satisfação do prazer a normas socialmente aceitas, culminando no comportamento heterossexual adulto focado nos genitais e na reprodução ou sublimação do impulso procriativo.
Freud pensava que, durante esse estágio de impulso indiferenciado de prazer, os impulsos incestuosos e bissexuais são normais. Por não saber que certos modos de gratificação são proibidos, a criança polimorficamente perversa busca gratificação onde quer que ela ocorra. Na fase inicial, a fase oral, a criança forma um vínculo libidinal com a mãe por meio do prazer inerente obtido ao sugar o seio.
Para Freud, "perversão" é um termo que não julga. Ele o usou para designar um comportamento fora das normas socialmente aceitáveis de sua época.